# David Feinstein
David Feinstein, född 20 januari 1947 i New York, USA, är en amerikansk heavy metal-gitarrist. Han är kusin till Ronnie James Dio och spelade tillsammans med honom i Elf fram till 1973 då han gick vidare till The Rods.

## Diskografi

### MedElf
- 1972 - Elf

### MedThe Rods
- 1980 – Rock Hard
- 1981 – The Rods
- 1982 – Wild Dogs
- 1983 – In the Raw
- 1984 – Let Them Eat Metal
- 1986 – Heavier Than Thou

### MedCanedy, Feinstein, Bordonaro & Caudle
- 1986 – Hollywood

### Med gruppen Feinstein
- 2004 – Third Wish

### MedDavid Rock Feinstein
- 2000 – One Night in the Jungle
- 2010 – Bitten by the Beast